# Chordospartium stevensonii
Chordospartium stevensonii är en ärtväxtart som beskrevs av Thomas Frederic Cheeseman. Chordospartium stevensonii ingår i släktet Chordospartium och familjen ärtväxter. IUCN kategoriserar arten globalt som sårbar. Inga underarter finns listade i Catalogue of Life.